# Phyllosticta minima
Phyllosticta minima är en svampart som först beskrevs av Berk. & M.A. Curtis, och fick sitt nu gällande namn av Underw. & Earle 1897. Phyllosticta minima ingår i släktet Phyllosticta och familjen Botryosphaeriaceae.   Inga underarter finns listade i Catalogue of Life.